# アトラディウス
アトラディウスは世界50ヶ国以上で取引信用保険、保証、回収サービスを提供している。グルーポ・カタラナ・オクシデンテ(GCO.MC)の信用保険部門である。アトラディウスの商品とサービスは売主が代金回収できなくなるリスクの管理をサポートするもので、取引信用保険Trade Credit Insurance、ボンディングBonding、再保険Reinsurance Business、回収サービスCollectionsなどがある。2024年の総収益は25億ユーロ。AM Bestの格付はA（エクセレント）でアウトルックは安定的、Moody’sの格付はA1でアウトルックは安定的。 

## 歴史
取引信用保険は、第一次世界大戦の後に各国政府や保険会社によって景気刺激策のひとつとして始められた。
2001年のドイツの保険会社ゲーリングクレジット(Gerling-Konzern Speziale Kreditversicherungによるオランダの保険会社NCM (Nederlandsche Credietverzekering Maatschappij)の買収がアトラディウスのルーツである。この時の社名はGerling NCM。 ゲーリングクレジットは1954年にゲーリング-コンツェルン・インシュアランス・グループの信用保険部門としてケルンで設立された。1962年には最初の海外支店をスイスに開き、初の民間信用保険会社として取引信用保険を提供した。 NCMはオランダ企業のビジネスを改善する目的を持って1925年に設立。1932年からは、オランダ政府の機関ともなり、オランダ企業に輸出信用サービスを提供した。現在でも関連団体のアトラディウス・ダッチ・ステート・ビジネスを通してこの役割を続けている。 ゲーリングクレジット、NCMとも、合併前にすでに他社の買収等を行っていた。NCMは1991年にイギリス政府のExport Credit Guarantee Department (ECGD)の短期部門を買収、1994年にはゲーリングクレジットがベルギーのNamur Assurances du Crédit S.A.などの民間保険会社を買収している。ECGD、Namur Assurancesどちらも1919年前後に取引信用保険が誕生したころからの歴史を持つ会社である。 2004年にグループ名をアトラディウスに変更し、国際的なグループとなった。この名称は世界規模の貿易のサポートにコミットする同グループの姿勢を反映するものである。2008年には1928年設立のスペインの信用保険会社クレディト・イ・カウションがグループに加わり、スペイン語圏でのビジネスを拡大した。 現在アトラディウスはグルーポ・カタラナ・オクシデンテ(GCO.MC)に所属している。GCOはスペイン有数の保険会社であり、世界的な信用保険会社でもある。 今日のアトラディウスグループは、国際的な取引信用保険会社と世界各地の関連機関からなる複合企業である。 現在はスペイン資本となっているが、ホールディングカンパニーのAtradius N.V.は今もアムステルダムにある。

## 取扱商品
取引信用保険Trade Credit Insurance、保証保険 Surety、ボンディングBonding、再保険Reinsurance Business、回収サービスCollectionsなど。

## 株主情報
Grupo Compañía Española de Crédito y Caución, S.L. (Grupo CyC) : Grupo Catalana Occidenteが73.84％を所有するホールディングカンパニー。Grupo CyCはAtradius N.V.の64.23％を所有する。 Grupo Catalana Occidente S.A. (GCO)はAtradius N.V.の筆頭株主で、83.2％を所有する。うち35.77％を直接所有し、47.43％をGrupo CyCホールディングカンパニーを通して間接的に所有している。GCOはAtradiusの経営権を100％所有する。Grupo Catalana Occidenteは直接あるいは間接的に保険会社グループの親会社となっており、バルセロナとマドリードの株式市場に上場している。

## 経営陣
Atradius N.V.は、オランダの法律に基づいて設立された有限会社で、取締役会と監査役会があります。
取締役会のメンバーは以下の通りです。
- '''David Capdevila''', 最高経営責任者 (CEO)
- '''Chris van Lint''', 最高リスク管理責任者 (CRO)
- '''Andreas Tesch''', 最高マーケティング責任者 (CMO)
- '''Claus Gramlich-Eicher''', 最高財務責任者 (CFO)
- '''Marc Henstridge''', 最高インシュアランス・オペレーション責任者 (CIOO)

監査役会は9名で構成され、アトラディウスの総務および経営委員会の方針を監視・指導する責任を負っています。
- Xavier Freixes (議長)
- Hugo Serra
- Désirée van Gorp
- John Hourican
- Carlos Halpern
- José María Sunyer
- Juan Ignacio Guerrero
- Joaquín Guallar
- Isabel Gómez

## 受賞歴
- Best Credit Insurance Brand in Europe 2014 awarded by GLOBAL BRANDS MAGAZINE [13]
- Best Credit Insurer Europe and North America 2014 awarded by Global Banking & Finance Review [14]